# Sinosuthora
A Sinosuthora a madarak osztályának verébalakúak (Passeriformes) rendjébe és az Óvilági poszátafélék (Sylviidae) családjába tartozó nem. Egyes rendszerezések a Paradoxornis nembe sorolják az ide tartozó fajokat is.

## Rendszerezés
A nembe az alábbi 6 faj tartozik:
- Sinosuthora alphonsiana
- Sinosuthora brunnea
- Sinosuthora conspicillata
- Sinosuthora przewalskii
- barnatorkú papagájcinege (Sinosuthora webbiana)
- Sinosuthora zappeyi

## Fordítás
- Ez a szócikk részben vagy egészben  a   Sinosuthora című angol Wikipédia-szócikk fordításán alapul.  Az eredeti cikk szerkesztőit annak laptörténete sorolja fel. Ez a jelzés csupán a megfogalmazás eredetét és a szerzői jogokat jelzi, nem szolgál a cikkben szereplő információk forrásmegjelöléseként.